# Delphinium aquilegifolium
Delphinium aquilegifolium là một loài thực vật có hoa trong họ Mao lương. Loài này được (Boiss.) Bornm. mô tả khoa học đầu tiên năm 1904.